# Petra Hillenius
Petronella Angela (Petra) Hillenius (7 februari 1968 in Woerden - 27 maart 2020) was een Nederlandse schoolslagzwemster, die meedeed aan de Olympische Zomerspelen 1984 in Los Angeles.
Ze eindigde 19e op de 100 meter schoolslag en 18e op de 200 meter schoolslag. In 2014 werd ze bestuurslid van de Koninklijke Nederlandse Zwembond, een functie die ze weer neerlegde toen vier jaar later ALS bij haar werd geconstateerd. Haar carrière bestond o.a. ook uit 24 jaar docentschap bij de Hospitality Business School van hogeschool Saxion.